# Saint-Coutant (Charente)
Pour les articles homonymes, voir Saint-Coutant.
Saint-Coutant est une commune du Sud-Ouest de la France, située dans le département de la Charente (région Nouvelle-Aquitaine).
Ses habitants sont les Saint-Coutantais et les Saint-Coutantaises.

## Géographie

### Localisation et accès
Saint-Coutant est une commune du Nord Charente située à 3 km à l'est de Champagne-Mouton et 46 km au nord-est d'Angoulême.
Le bourg de Saint-Coutant est aussi 5 km à l'ouest d'Alloue, 12 km au nord de Saint-Claud, 17 km à l'ouest de Confolens et 20 km à l'est de Ruffec.
La route principale de la commune est la D 740, entre Confolens et Ruffec par Alloue et Champagne-Mouton, qui passe à 1 km au sud du bourg.

### Hameaux et lieux-dits
Le bourg de Saint-Coutant est minuscule et éloigné des routes. La mairie est située à 1 km au sud, au Bourg Neuf. Par contre, les hameaux sont relativement importants : Chez Ganivet et le Frény à l'ouest, la Réchaudie, la Brejade, la Chapelle, Chez Chapelaud, Fontereuse et l'Âge au sud, etc..

### Communes limitrophes
|                  | Benest                 |          |
| Champagne-Mouton | Saint-Coutant          | Alloue   |
| Le Vieux-Cérier  | Saint-Laurent-de-Céris | Ambernac |

### Géologie et relief
Géologiquement, la commune est dans le calcaire du Jurassique du Bassin aquitain, comme toute la moitié nord du département de la Charente. Plus particulièrement, le Bajocien (Dogger) apparaît sur une partie centrale de la commune. D'importants épandages d'altérites et dépôts du Tertiaire en provenance du Massif central sous forme d'argile à silex et d'argile marbrée couvrent le plateau sur le restant du territoire communal,,.
Le relief de la commune est celui d'un plateau d'une altitude moyenne de 180 m, bordé au sud-ouest par la vallée de l'Or. Le point culminant est à une altitude de 197 m, situé à l'extrémité orientale près du Petit Cerisier et Clermont. Le point le plus bas est à 133 m, situé le long de l'Or sur la limite ouest. Le vieux bourg, surplombant la vallée, est à 175 m d'altitude.
La vallée de l'Or est remarquable par sa nature karstique et sa richesse écologique.

### Hydrographie

#### Réseau hydrographique

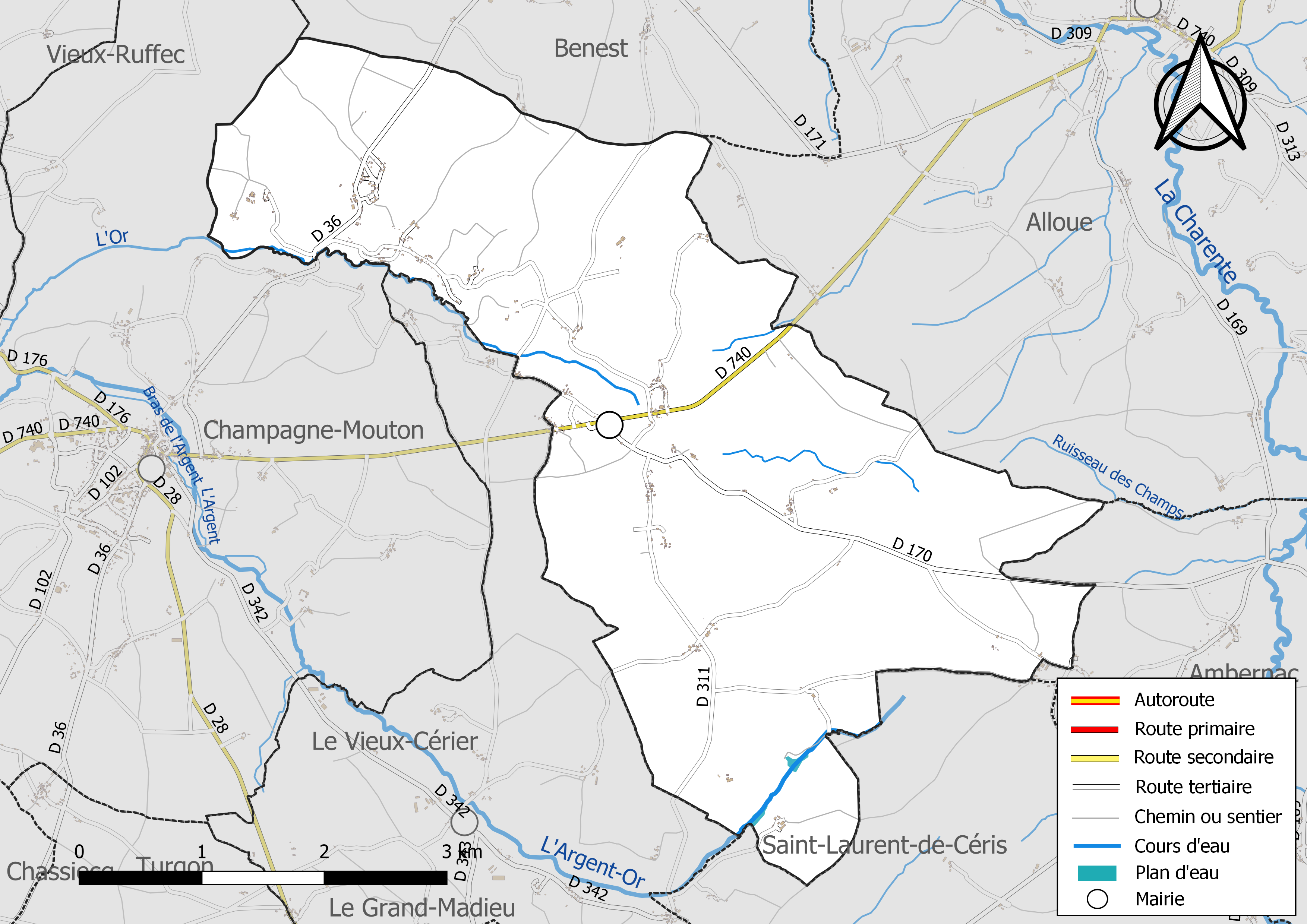
Réseaux hydrographique et routier de Saint-Coutant.

La commune est située dans le bassin versant de la Charente au sein du Bassin Adour-Garonne. Elle est drainée par l'Argent-Or et l'Or et par deux petits cours d'eau, qui constituent un réseau hydrographique de 6 km de longueur totale,.
Les sources de l'Or (qui forme ensuite avec l'Argent l'Argentor, affluent de la Charente) se situent sur la commune. Elles s'alignent entre la Rechaudie et le pied du vieux bourg, où le ruisseau devient permanent. L'Or coule vers l'ouest.
L'Argent prend sa source au sud de la commune, dans un petit étang et la fontaine du Chêne et coule vers le sud-ouest pour passer au Vieux-Cérier avant de passer à Champagne-Mouton.
Il y a aussi une fontaine au pied de Chez Ganivet, fournissant un petit affluent de l'Or, ainsi que d'autres affluents intermittents, souvent à sec dû à la nature karstique du sol. La commune compte aussi de nombreuses mares et petites retenues d'eau.

#### Gestion des eaux
Le territoire communal est couvert par le schéma d'aménagement et de gestion des eaux (SAGE) « Charente ». Ce document de planification, dont le territoire correspond au bassin de la Charente, d'une superficie de 9 300 km2, a été approuvé le 19 novembre 2019. La structure porteuse de l'élaboration et de la mise en œuvre est l'établissement public territorial de bassin Charente. Il définit sur son territoire les objectifs généraux d’utilisation, de mise en valeur et de protection quantitative et qualitative des ressources en eau superficielle et souterraine, en respect des objectifs de qualité définis dans le troisième SDAGE  du Bassin Adour-Garonne qui couvre la période 2022-2027, approuvé le 10 mars 2022.

### Climat
Comme dans les trois quarts sud et ouest du département, le climat est océanique aquitain, légèrement dégradé au nord du département aux abords du seuil du Poitou et de la Charente limousine.

## Urbanisme

### Typologie
Au 1er janvier 2024, Saint-Coutant est catégorisée commune rurale à habitat très dispersé, selon la nouvelle grille communale de densité à 7 niveaux définie par l'Insee en 2022.
Elle est située hors unité urbaine et hors attraction des villes,.

### Occupation des sols
L'occupation des sols de la commune, telle qu'elle ressort de la base de données européenne d’occupation biophysique des sols Corine Land Cover (CLC), est marquée par l'importance des territoires agricoles (72,8 % en 2018), une proportion sensiblement équivalente à celle de 1990 (72,6 %). La répartition détaillée en 2018 est la suivante : 
prairies (35,4 %), forêts (25,9 %), terres arables (25,5 %), zones agricoles hétérogènes (11,9 %), zones urbanisées (1,3 %). L'évolution de l’occupation des sols de la commune et de ses infrastructures peut être observée sur les différentes représentations cartographiques du territoire : la carte de Cassini (XVIIIe siècle), la carte d'état-major (1820-1866) et les cartes ou photos aériennes de l'IGN pour la période actuelle (1950 à aujourd'hui).

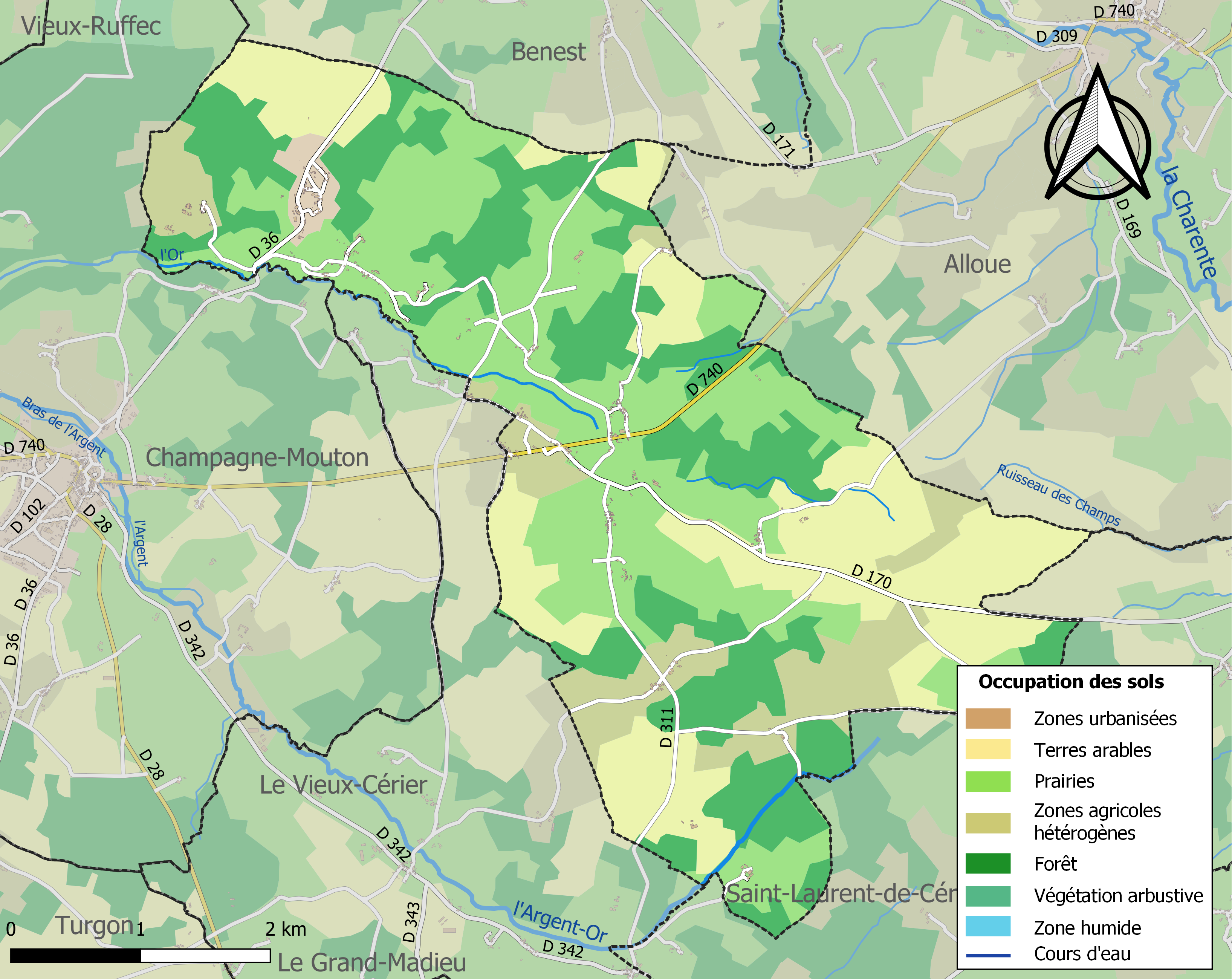
Carte des infrastructures et de l'occupation des sols de la commune en 2018 (CLC).

### Risques majeurs
Le territoire de la commune de Saint-Coutant est vulnérable à différents aléas naturels : météorologiques (tempête, orage, neige, grand froid, canicule ou sécheresse) et séisme (sismicité faible). Un site publié par le BRGM permet d'évaluer simplement et rapidement les risques d'un bien localisé soit par son adresse soit par le numéro de sa parcelle.

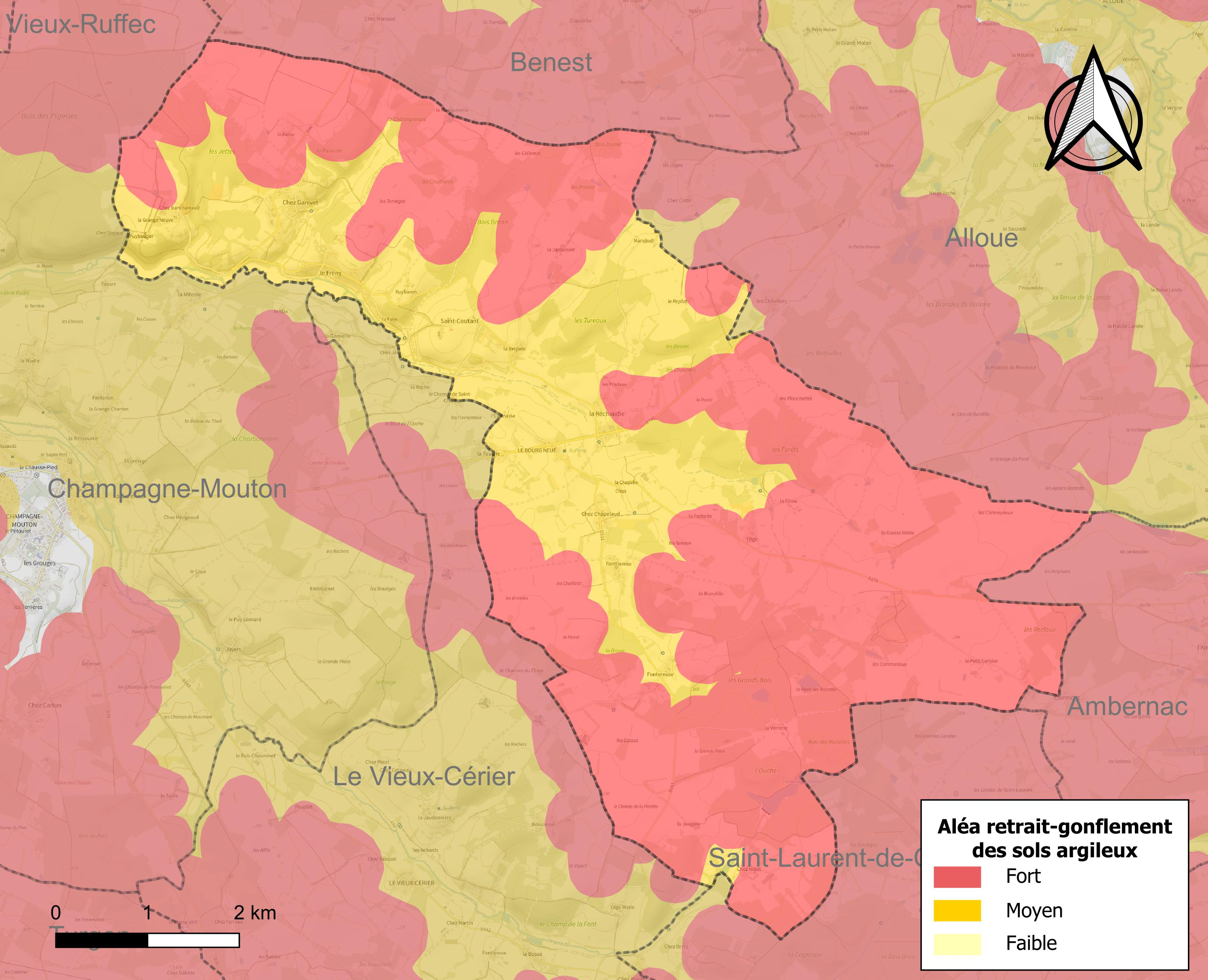
Carte des zones d'aléa retrait-gonflement des sols argileux de Saint-Coutant.

Le retrait-gonflement des sols argileux est susceptible d'engendrer des dommages importants aux bâtiments en cas d’alternance de périodes de sécheresse et de pluie. La totalité de la commune est en aléa moyen ou fort (67,4 % au niveau départemental et 48,5 % au niveau national). Sur les 158 bâtiments dénombrés sur la commune en 2019,  158 sont en aléa moyen ou fort, soit 100 %, à comparer aux 81 % au niveau départemental et 54 % au niveau national. Une cartographie de l'exposition du territoire national au retrait gonflement des sols argileux est disponible sur le site du BRGM,.
Par ailleurs, afin de mieux appréhender le risque d’affaissement de terrain, l'inventaire national des cavités souterraines permet de localiser celles situées sur la commune.
La commune a été reconnue en état de catastrophe naturelle au titre des dommages causés par les inondations et coulées de boue survenues en 1982, 1983 et 1999. Concernant les mouvements de terrains, la commune a été reconnue en état de catastrophe naturelle au titre des dommages causés par des mouvements de terrain en 1999.

## Toponymie
Une forme ancienne en latin, non datée, est Sanctus Constantius.
Le nom de Saint-Coutant a pour origine saint Constant, évêque de Pérouse, martyr au IIe siècle,.

### Limite dialectale
La commune marque la limite entre la langue d'oïl (domaine du poitevin) au nord-ouest avec le bourg, et le domaine occitan (dialecte marchois) au sud-est. Elle se nomme Sent Constanç en occitan.

## Histoire
Au Moyen Âge et sous l'Ancien Régime, Saint-Coutant, comme Champagne-Mouton, était dans le diocèse de Poitiers et a longtemps resté dans l'ancienne province du Poitou, entre Ruffec et Confolens qui ont été en Angoumois.
Le bourg de Saint-Coutant était le siège d'une châtellenie qui comprenait également le Frény, et qui appartenait au XVIIe siècle à René de La Rye, chevalier. Au XVIIIe siècle la châtellenie de Saint-Coutant est passée aux mains de la famille de Moneys, qui possédait également la terre d'Ordières dans la paroisse voisine de Benest. Le seigneur de Saint-Coutant avait droit de haute justice et tenait également ses assises au lieu noble de Fresny.
L'église de Saint-Coutant avait pour annexe dès le début du XIVe siècle la petite paroisse de Chabossant. La chapelle de Chabossant était encore consacrée au culte à la fin du XVIIIe siècle. Plusieurs familles nobles des environs y avaient leur sépulture.
Non loin se dressait l'ancien prieuré de Fontcreuse, signalé dans le Pouillé du diocèse de Poitiers en 1315. Il a dû être abandonné au XVIIIe siècle, à l'époque où Fontcreuse était un fief appartenant à la famille Angely, dont un membre, capitaine de vaisseau, prit part aux guerres d'Espagne.
À l'ouest de la commune, le château de Puybautier était construit sur l'emplacement d'un château plus ancien qui dépendait de l'abbaye de Nanteuil. Entre le XIVe siècle et la Révolution, il appartenait à la famille Prévost Sansac de Lavauzelle.
Pendant la première moitié du XXe siècle, la commune était desservie par la petite ligne ferroviaire d'intérêt local à voie métrique des Chemins de fer économiques des Charentes allant d'Angoulême à Confolens par Saint-Angeau appelée le Petit Mairat.
Au tout début du XXe siècle, l'industrie dans la commune était représentée par une minoterie tenue par le maire de la commune, Fernand Gervais, une tuilerie à la Réchaudie, et des carrières de pierre à chaux.

## Administration

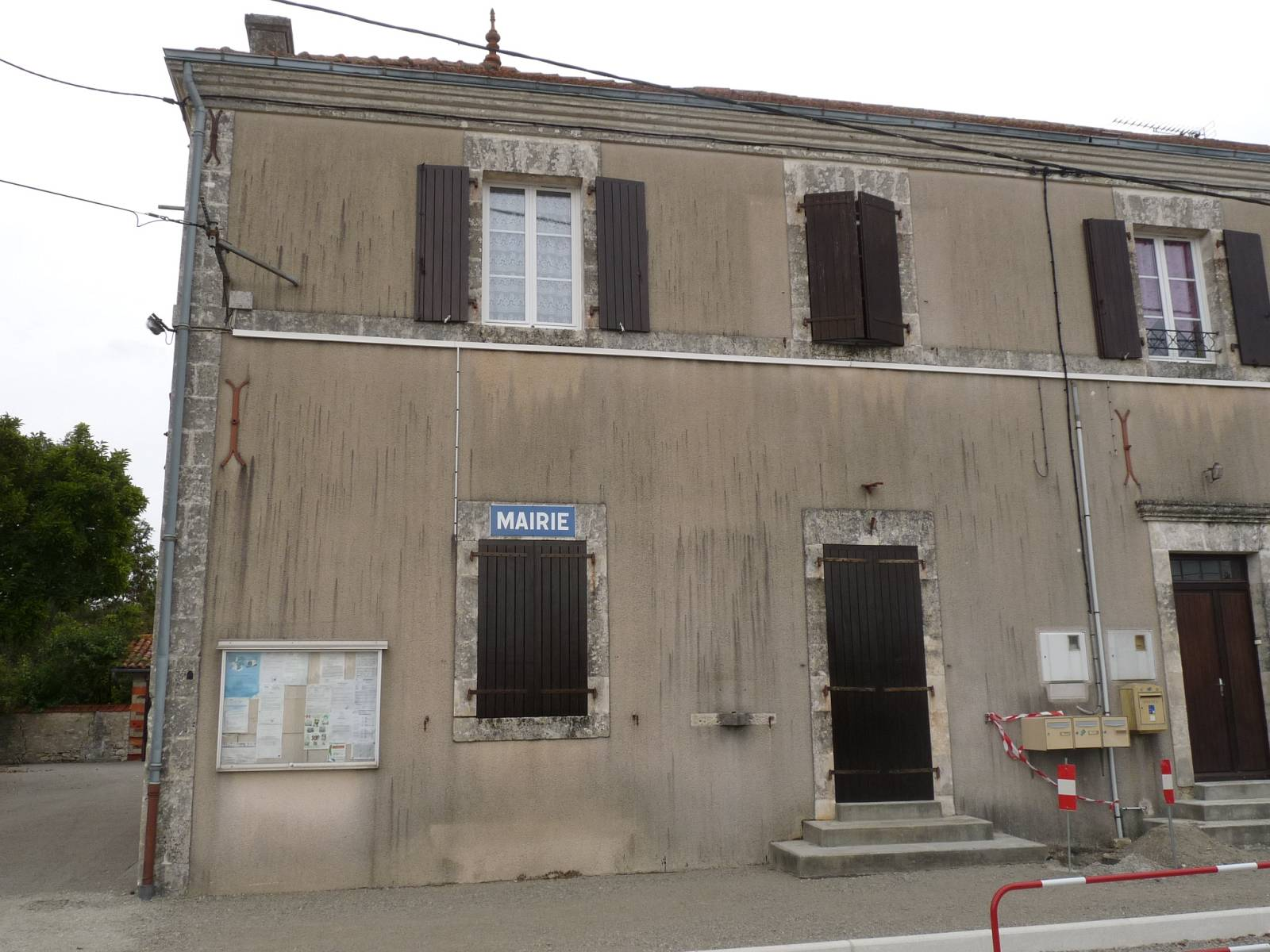
La mairie.

| Période                                  | Période  | Identité            | Étiquette | Qualité                                                                      |
| ---------------------------------------- | -------- | ------------------- | --------- | ---------------------------------------------------------------------------- |
| maire en 1945                            | 1953     | Germain Lavaud      | PCF       | Cultivateur, conseiller général du canton de Champagne-Mouton de 1945 à 1951 |
| Les données manquantes sont à compléter. |          |                     |           |                                                                              |
| avant 1988                               | ?        | Pierre Suel         | DVD       |                                                                              |
| 2001                                     | 2014     | Jean-Marie Godineau | SE        | Retraité                                                                     |
| 2014                                     | En cours | Bernard Perrot      |           |                                                                              |

## Démographie

### Évolution démographique
L'évolution du nombre d'habitants est connue à travers les recensements de la population effectués dans la commune depuis 1793. Pour les communes de moins de 10 000 habitants, une enquête de recensement portant sur toute la population est réalisée tous les cinq ans, les populations de référence des années intermédiaires étant quant à elles estimées par interpolation ou extrapolation. Pour la commune, le premier recensement exhaustif entrant dans le cadre du nouveau dispositif a été réalisé en 2008.

En 2022, la commune comptait 212 habitants, en évolution de −4,5 % par rapport à 2016 (Charente : −0,48 %, France hors Mayotte : +2,11 %).
| 1793 | 1800 | 1806 | 1821 | 1831 | 1841 | 1846 | 1851 | 1856 |
| ---- | ---- | ---- | ---- | ---- | ---- | ---- | ---- | ---- |
| 540  | 530  | 538  | 577  | 622  | 640  | 666  | 675  | 648  |

| 1861 | 1866 | 1872 | 1876 | 1881 | 1886 | 1891 | 1896 | 1901 |
| ---- | ---- | ---- | ---- | ---- | ---- | ---- | ---- | ---- |
| 636  | 586  | 537  | 572  | 582  | 645  | 625  | 623  | 569  |

| 1906 | 1911 | 1921 | 1926 | 1931 | 1936 | 1946 | 1954 | 1962 |
| ---- | ---- | ---- | ---- | ---- | ---- | ---- | ---- | ---- |
| 564  | 544  | 505  | 514  | 444  | 414  | 382  | 381  | 425  |

| 1968 | 1975 | 1982 | 1990 | 1999 | 2006 | 2008 | 2013 | 2018 |
| ---- | ---- | ---- | ---- | ---- | ---- | ---- | ---- | ---- |
| 391  | 332  | 284  | 259  | 223  | 217  | 215  | 221  | 218  |

| 2022 | - | - | - | - | - | - | - | - |
| ---- | - | - | - | - | - | - | - | - |
| 212  | - | - | - | - | - | - | - | - |

### Pyramide des âges
La population de la commune est relativement âgée.
En 2018, le taux de personnes d'un âge inférieur à 30 ans s'élève à 23,9 %, soit en dessous de la moyenne départementale (30,2 %). À l'inverse, le taux de personnes d'âge supérieur à 60 ans est de 37,2 % la même année, alors qu'il est de 32,3 % au niveau départemental.
En 2018, la commune comptait 108 hommes pour 110 femmes, soit un taux de 50,46 % de femmes, légèrement inférieur au taux départemental (51,59 %).
Les pyramides des âges de la commune et du département s'établissent comme suit.
| Hommes | Classe d’âge | Femmes |
| ------ | ------------ | ------ |
| 0,9    | 90 ou +      | 1,8    |
| 9,3    | 75-89 ans    | 15,5   |
| 23,1   | 60-74 ans    | 23,6   |
| 23,1   | 45-59 ans    | 18,2   |
| 20,4   | 30-44 ans    | 16,4   |
| 7,4    | 15-29 ans    | 8,2    |
| 15,7   | 0-14 ans     | 16,4   |

| Hommes | Classe d’âge | Femmes |
| ------ | ------------ | ------ |
| 1      | 90 ou +      | 2,7    |
| 9,2    | 75-89 ans    | 12     |
| 20,6   | 60-74 ans    | 21,3   |
| 20,7   | 45-59 ans    | 20,3   |
| 16,8   | 30-44 ans    | 16     |
| 15,6   | 15-29 ans    | 13,4   |
| 16,1   | 0-14 ans     | 14,3   |

## Culture locale et patrimoine

### Lieux et monuments
- L'église paroissiale Saint-Coutant date du XIIIe siècle, puis a été remaniée par la suite, dernièrement en 1995. Elle était initialement dédiée à saint Gilles. Sa cloche date de 1722[33].
- Prieuré grandmontain Saint-Gilles de Fontcreuse (orthographié Fontereuse sur la carte IGN[3]), au sud de la commune[34],[35],[36].

- Le château de Puybautier est un château caractéristique du XVIIIe siècle.
- La chapelle de Chabossant

### Héraldique
| Blason | Blasonnement : Écartelé : au 1er et au 4e d’or au lion de gueules, au 2e et au 3e d’azur aux trois bandes d’or. |